# Hadley Richardson

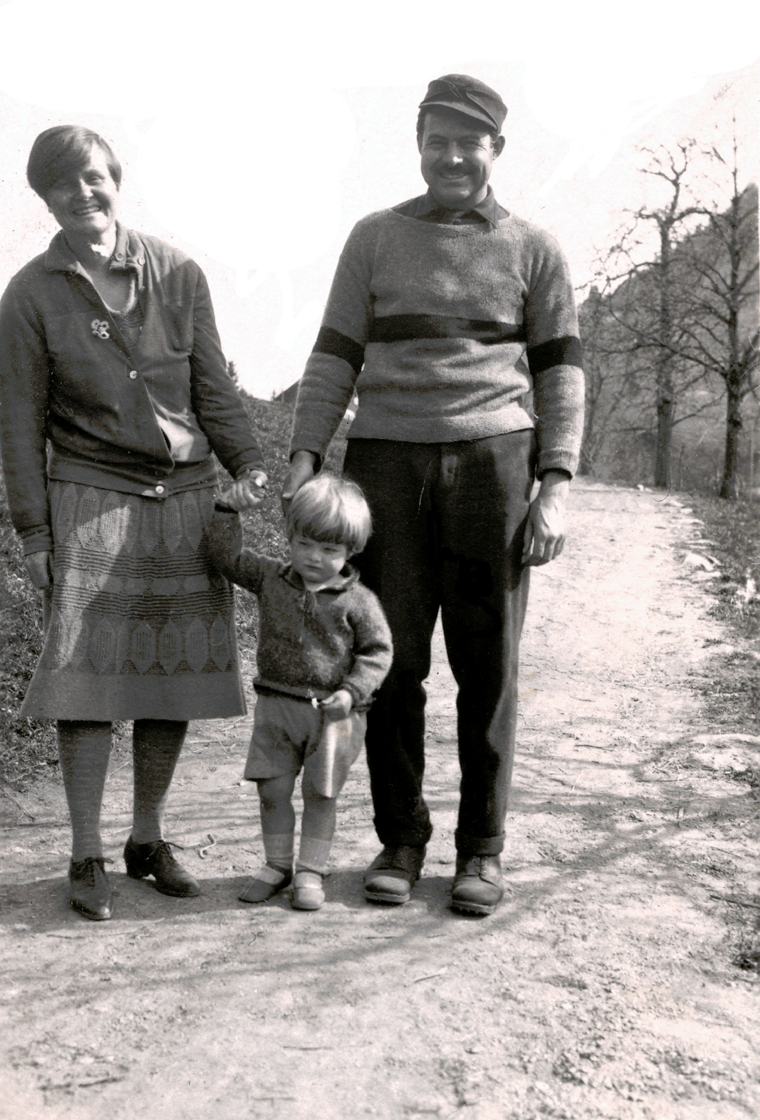
Ernest Hemingway z żoną Elizabeth Hadley Richardson i synem w Schruns, Austria – 1926

Elizabeth Hadley Richardson (ur. 9 listopada 1891 w Saint Louis, zm. 22 stycznia 1979 w Lakeland na Florydzie) – Amerykanka, pierwsza żona Ernesta Hemingwaya. W 1926 rozwiedli się, gdyż Ernest zdradzał ją z Pauline Pfeiffer. W 1933 Hadley wyszła za mąż po raz drugi za dziennikarza Paula Mowrera, którego poznała w Paryżu.

## Młodość
Była najmłodsza z czworga dzieci. Jej matka Florence była znakomitą piosenkarką a jej ojciec James pracował w rodzinnej firmie farmaceutycznej. Hadley gdy była mała wypadła przez okno na drugim piętrze przez co później matka była dla swej córki aż nadopiekuńcza i tak np. Elizabeth nie angażowała się w aktywność fizyczną. W 1903 roku ojciec Hadley popełnił samobójstwo, najprawdopodobniej miał trudności finansowe. Jako nastolatka Elizabeth była bardzo nieśmiała, uczęszczała do Instytutu Maryjnego, a następnie Kolegium w Bryn Mawr. Hadley jednak zrezygnowała z kolegium z powodu przeciwstawienia się jej matki, która twierdziła, że jej córka jest zbyt delikatna, zarówno fizycznie jak i emocjonalnie. Do decyzji opuszczenia Kolegium przez Hadley przyczyniła się też śmierć jej siostry, która zginęła zaraz po pożarze który wybuchł w jej domu. Po powrocie z uczelni Elizabeth żyła ograniczonym życiem (nie wychodziła z domu prawie w ogóle), czym też martwiła się jej matka wraz z siostrą. Podczas gdy Florence (matka) stawała się samotnikiem i coraz bardziej zanurzała się w spirytyzm, Hadley chciała zrobić karierę jako pianistka, dopóki nie porzuciła muzyki sądząc, że nie miała talentu. Później, gdy jej matka miała już dosyć rozwiniętą chorobę Elizabeth troszczyła się o nią aż do jej śmierci.

## Ernest Hemingway
Po śmierci matki 1 grudnia 1920 Hadley odwiedziła jej była współlokatorka Katie Smith (która później poślubiła Johna Dos Passosa) w Chicago. Tam też Hadley spotkała Hemingwaya, który zakochał się w niej bezgranicznie. Zimą 1921 Elizabeth zajęła się z powrotem muzyką. W czerwcu ogłosiła swoje zaręczyny, mimo zastrzeżeń ze strony jej przyjaciół i siostry. Hadley wiedziała co robi, a co najważniejsze, wierzyła w talent Hemingwaya. Pobrali się w dniu 3 września 1921 w Horton Bay, stanie Michigan, miesiąc miodowy spędzili w rodzinnym domku letniskowym Hemingwaya w Walonii Lake. Pogoda była jednak nieszczęsna i wrócili przeziębieni. Po podróży poślubnej para wróciła do Chicago, gdzie mieszkali w małym mieszkaniu na Północnym Dearborn Street. Dwa miesiące później Hemingway został zatrudniony jako korespondent zagraniczny dla "Toronto Star", więc para wyjechała do Paryża.

## Paryż
Hadley i Ernest mieszkali w Dzielnicy Łacińskiej; Hemingway pracował w wynajętym pokoju w pobliskim budynku. Tej zimy odkrył księgarnię „Shakespeare and Company”, prowadzoną przez amerykańskich emigrantów. W 1922 wiosną Ernest wraz z żoną wyjechali do Włoch a latem do Niemiec. Hadley podróżowała samotnie do Genewy w 1922 roku w zimie, aby spotkać się z Hemingwayem który relacjonował stamtąd konferencję pokojową. To właśnie podczas tej podróży Hadley straciła walizkę Ernesta, w której znajdowały się jego rękopisy. Hemingway był tak zdruzgotany, że oskarżył swoją małżonkę o utratę jego dzieł. Kilka miesięcy później, kiedy dowiedzieli się, że Hadley była w ciąży, para postanowiła przenieść się do Toronto do narodzin dziecka. Ich syn John Nicanor Hemingway urodził się 10 października 1923. Hemingway przez narodziny syna zapomniał o swoim wyjeździe do Nowego Jorku na zlecenie. W Toronto rodzina mieszkała w małym mieszkaniu w Bathurst Street, jednak Hemingway stwierdził, że życie w Toronto nie jest tak ciekawe jak w Paryżu. Wrócił do Paryża w styczniu 1924 i przeniósł się do nowego mieszkania na rue Notre Dame des Champs. Hadley wynajęła kobietę do pomocy w pracach domowych. Chrzciny syna odbyły się w St Luke w Kościele Episkopalnym w marcu; chrzestnymi zostali Dorman Smith i Gertrudy Stein. Kilka miesięcy później Ernest rozpoczął pracę jako redaktor „Przeglądu Transatlantyckiego”. W zimie wyjechali do Austrii na wakacje. Jakiś czas po powrocie do Paryża Hemingway poznał siostry Pfeiffer; w czerwcu 1925 Hemingway i Hadley opuścili Paryż i udali się na roczny pobyt w Pampelunie.

## Rozwód
Ich związek rozpadł się, jak Hemingway pisał The Sun Also Rises, choć poświęcił powieść Hadley i swojemu synowi. W drugim roku pojechali do Schruns na Boże Narodzenie, ale w tym roku dołączyła do nich Pauline Pfeiffer. Hemingway wrócił z Pfeiffer do Paryża, zostawiając Hadley z Johnem w Austrii. Podczas gdy Hadley była w Austrii, Hemingway popłynął do Nowego Jorku, a następnie wrócił do Paryża, w marcu, w czasie w którym zaczął swój romans z Pauline. Na wiosnę 1926, Hadley dowiedziała się o romansie i w tym też roku rozwiedli się.

## Paul Mowrer
Hadley przebywała we Francji do 1934. Wśród jej wielu przyjaciół w Paryżu był Paul Mowrer, zagraniczny korespondent Chicago Daily News. Hadley poznała go na wiosnę 1927, wkrótce po rozwodzie z Hemingwayem. Mowrer, dziennikarz i pisarz polityczny, zdobył nagrodę Pulitzera za swoją twórczość w 1929. W dniu 3 lipca 1933, po pięcioletnim zalotach, Hadley i Paul Mowrer pobrali się w Londynie. Wkrótce po ślubie przenieśli się do dzielnicy Chicago, w której mieszkał w czasie II wojny światowej.

## Późniejsze lata
Hadley widziała Hemingwaya tylko raz po rozwodzie, ona i Mowrer spotkali go podczas wakacji w Wyoming.